# Єхануров Юрій Іванович
Ю́рій Іва́нович Єхану́ров (нар. 23 серпня 1948, с. Белькачі, Учурський район, Якутська АРСР, РРФСР, СРСР) — український політик, з липня 2009 по лютий 2010 — перший заступник Глави Секретаріату Президента України, з грудня 2007 по червень 2009 — Міністр оборони України. В 2005–2006 — Прем'єр-міністр України. Народний депутат України 3-го, 4-го, 5-го та 6-го скликань.

## Життєпис
Народився 23 серпня 1948 року у селі Белькачі Учурського району Якутської АРСР. В 1963 році закінчив Буйську восьмирічну школу Бичурського району Бурятської АРСР, в тому ж році у віці 15 років переїхав у Київ.
Згодом, в 1967 році закінчив з відзнакою Київський будівельний технікум, відділення «Промислове та цивільне будівництво» за спеціальністю «технік-будівельник». В 1973 році закінчив з відзнакою планово-економічний факультет Київського інституту народного господарства за спеціальністю «економіст».
В 1984 році у Київському національному університеті ім. Т. Шевченка захистив кандидатську дисертацію на тему «Підвищення ефективності капітальних вкладень в будівництві (на прикладі регіональних будівельно-промислових комплексів)», йому присуджено науковий ступінь кандидата економічних наук. Згодом, у тому ж університеті, в 1992 році Єхануров здобув вчене звання доцента кафедри теоретичної та прикладної економіки, а в 2004 році — вчене звання професора кафедри теоретичної та прикладної економіки.

## Кар'єра
Трудову діяльність розпочав в 1967 на заводі залізобетонних виробів тресту «Київміськбуд № 4», де пройшов шлях від майстра до директора заводу.
В 1977–1978 — заступник керуючого трестом «Буддеталь» з виробництва.
У 30 років став керуючим трестом «Київміськбудкомплект». В 1985–1988 керував трестом «Буддеталь». Потім упродовж 3 років працював заступником начальника Головкиївміськбуду з економічних питань.
З набуттям Україною незалежності Юрій Єхануров обіймає різні керівні посади, пов'язані з формуванням державної політики, насамперед з економіки. З 1991 по 1998 працює в Державній економічній раді України, заступником голови Київської міської адміністрації, заступником Міністра економіки України, головою Фонду державного майна України, головою Державний комітет підприємництва України.
Був одним з фундаторів української приватизації та Фонду державного майна України. Проведена під його керівництвом мала приватизація заклала фундамент для розвитку в Україні малого й середнього підприємництва.
В 1998 обраний до Верховної Ради України від Житомира. В 1999–2001 обіймає посаду Першого віце-прем'єр-міністра України в уряді Віктора Ющенка.
Після відставки уряду Ющенка з червня по листопад 2001 — перший заступник Голови Адміністрації Президента України (Леоніда Кучми). З листопада 2001 по квітень 2002 займається питаннями адміністративної реформи як Уповноважений Президента України.
З перемогою блоку «Наша Україна» на парламентських виборах 2002 переходить на роботу до Верховної Ради IV скликання, де очолює Комітет з питань промислової політики та підприємництва. У березні 2005 Єханурова обрано головою виконкому партії «Народний Союз „Наша Україна“».
Очолює низку громадських організацій, що опікуються проблемами розвитку малого й середнього бізнесу. Зокрема є президентом Спілки малих, середніх і приватизованих підприємств України, Координаційно-експертного центру об'єднань підприємців України, Всеукраїнської асоціації роботодавців.
1 квітня 2005 Президент України Віктор Ющенко призначив Юрія Єханурова головою Дніпропетровської обласної державної адміністрації, а 8 вересня 2005 виконуючим обов'язки прем'єр-міністра України.
22 вересня 2005 після схвалення кандидатури Юрія Єханурова Верховною Радою Президент України Віктор Ющенко призначив його прем'єр-міністром України. 4 серпня 2006 склав повноваження прем'єра.
На парламентських виборах 2006 Єхануров був першим номером у списку блоку політичних партій «Наша Україна». Через обрання прем'єр-міністром Віктора Януковича Єхануров залишив посаду у Кабміні і перейшов на роботу до ВР. Після розподілу посад у парламентських комітетах виявився рядовим членом Комітету з питань науки і освіти. В 2007, після дострокових виборів Верховної Ради і створення коаліції БЮТ і НУНС був призначений міністром оборони. В червні 2009 внаслідок протистояння між Президентом та Прем'єр-міністром був відправлений у відставку.
Червень 2009 — лютий 2010 — перший заступник Голови Секретаріату Президента України.
З 9 жовтня 2009 року – керівник Київської міської організації партії «Наша Україна».
У 2015 році висунутий кандидатом на посаду міського голови Києва від партії «Відродження», зайняв у 1 турі 14-те місце, набравши 0,61% голосів виборців (5385 осіб).
З 1988 року Єхануров викладає на кафедрі Економіки підприємства Київського національного університету ім. Т. Шевченка.

## Громадська діяльність
З вересня 2021 — засновник та член Піклувальної ради Інституту державної ефективності [Архівовано 29 березня 2022 у Wayback Machine.] .
Входить до Поважної ради Громадської ініціативи «Орден святого Пантелеймона».

## Нагороди
- Орден князя Ярослава Мудрого IV ст. (18 серпня 2009)[14], V ст. (18 серпня 2006)[15]
- Орден «Знак Пошани» (1977).
- Почесна грамота Кабінету Міністрів України (2001).
- Почесна грамота Верховної Ради УРСР (1982).
- Почесний доктор Львівської політехніки (2006)[16].

## Родина
- Батько Іван Михайлович (1921–1990) — бурильник, бурят за національністю; мати Галина Іванівна Трибель (1924) з україномовних латинників;
- дружина Олена Львівна (1948) — інженер-будівельник, провідний інженер-конструктор НДІ "Автопром";
- син Дмитро (1975) — навчався в Московському фізико-технічному інституті.